# Kalyanmal
Kalyanmal fou una antiga pargana al districte d'Hardoi, a l'Oudh, limitada al nord per la d'Aurangabad (al districte de Sitapur) de la que la separava el riu Gumti; a l'est per la de Gundwa, i al sud i oest per la de Sandila. Antigament s'anomenava Rathaulia, i hauria estat un lloc de peregrinació bramànica, derivant el nom d'un dels noms de Rama (divinitat).
Al segle XV estava en mans del thatheres, que foren expulsats per un cap baiswara, Raja Kumar, que va governar 94 pobles des de la seva capital a la fortalesa de Rathauli, les ruïnes de la qual encara existeixen. El seu lloctinent, un sakarwar kshattriya de nom Nag Mai, segons uns el va assassinar i el va succeir i segons altres el va succeir pacíficament; dos dels seus nets, Kalyan Sah i Gog Sah van heretar 52 pobles i un tercer net va rebre els altres 42. Els descendents de Kalyan Sah i Gog Sah van conservar les seves terres i encara van adquirir alguns pobles més al sud, la major part expulsant als julahes. Durant la dominació britànica la pargana la formaven 72 pobles dels quals 63 eren posseïts com a zamindaris (en 29 casos) o pattidaris (en 34) per la dinastia dels sakarwars kshattriyas. La superfície era de 163 km² i la població el 1881 de 28.572 habitants.